# Condado de Richardson
El condado de Richardson (en inglés: Richardson County), fundado en 1855 y con su nombre en honor al gobernador William A. Richardson, es un condado del estado estadounidense de Nebraska. En el año 2000 tenía una población de 9.531 habitantes con una densidad de población de 7 personas por km². La sede del condado es Falls City.

## Geografía
Según la oficina del censo el condado tiene una superficie total de 1440 km² (556 mi²), de los que 1432 km² (552,9 mi²) son tierra y 8 km² (3,1 mi²) (0,49%) son agua.

## Condados adyacentes
- Condado de Nemaha - norte
- Condado de Holt - este
- Condado de Doniphan - sureste
- Condado de Brown - sur
- Condado de Nemaha - suroeste
- Condado de Pawnee - oeste

## Demografía
Según el 2000 la renta per cápita media de los habitantes del condado era de 29.884 dólares y el ingreso medio de una familia era de 39.779 dólares. En el año 2000 los hombres tenían unos ingresos anuales 25.938 dólares frente a los 18.775 dólares que percibían las mujeres. El ingreso por habitante era de 16.460 dólares y alrededor de un 10.10% de la población estaba bajo el umbral de pobreza nacional.

## Ciudades y pueblos
- Barada
- Dawson
- Falls City
- Humboldt
- Preston
- Rulo
- Salem
- Shubert
- Stella
- Verdon